# Dúr-Sarrukín
Dúr-Sarrukín (az akkád név jelentése Sarrukín-erőd) II. Sarrukín újasszír király fővárosa volt. Ma Irakban fekszik, az asszír keresztények lakta Horszábád falu közelében.

## A város története
I. e. 717-ben számos hadisikert követően a törvénytelenül trónra jutó Sarrukín úgy döntött, hogy a több mint száz éve fővárosként szolgáló Kalhuból (Tell Nimrúd) áthelyezi székhelyét mintegy 50 kilométerrel északabbra. A munkálatok tíz évig tartottak. Sarrukín I. e. 707-ben telepítette az itteni templomokba az istenek szobrait a birodalom előkelői és hűbéresei kíséretében, a felavatásra azonban csak i. e. 706-ban került sor. Miután a következő évben Sarrukín a csatamezőn odaveszett, utódja, Szín-ahhé-eríba a balszerencsés várost elhagyta, és székhelyét Ninivébe tette át. A lakosság körülbelül száz évvel később, az Asszír Birodalom bukásakor hagyta el végleg a rövid életű várost.

## Épületei
A mintegy 280 hektáron elterülő város alaprajza megközelítőleg négyzet alakú, hét kapuval tagolt külső falai 1700x1750 méter hosszúak. A város északnyugati felén emelkedett a külön fallal körbevett citadella, ahol az ország előkelőnek palotái és a szentélykörzet helyezkedett el (köztük Nabú, Samas, Szín, Adad, Ningal és Ninurta temploma). A citadellán belül is kiemelkedett egy terasz, itt állt Sarrukín 290x290 méteres alapterületű, szabálytalan belső elrendezésű palotája, valamint több templom, köztük egy zikkurat. A palotában és a rezidenciákban számos reprezentatív, tematikus dombormű (lázadók megbüntetése, követjárás, adók beszállítása) és szobor, köztük 26 pár kapuőrző szárnyas bika került elő, de a falfestmények is jelentősek.

## Feltárása
A várost Franciaország moszuli konzulja, Paul-Émile Botta találta meg 1843-ban. Ő az előző évben már rábukkant Ninive romjaira, ám tévesen Dúr-Sarrukínt azonosította a Bibliában is említett várossal. Ennek eredményeképpen Párizsból támogatást kapott az ásatásokra, amelyek 1842-1844 között zajlottak. Később, 1852-1855 között Victor Place vezetett itt ásatásokat, ám az arab kalózok támadásai miatt Baszra városába küldött négy, domborműveket és más műtárgyakat szállító hajójából kettő elsüllyedt, így a Sarrukín i. e. 714-es urartui győzelmét ábrázoló dombormű is.
1928-1935 között amerikai régészek végeztek feltárásokat a lelőhelyen Chicago Keleti Intézetének megbízásából. A Dúr-Sarrukínban talált leletek többsége ma a Louvre-ban és a British Museumban látható.

## Leletek Horszábádból

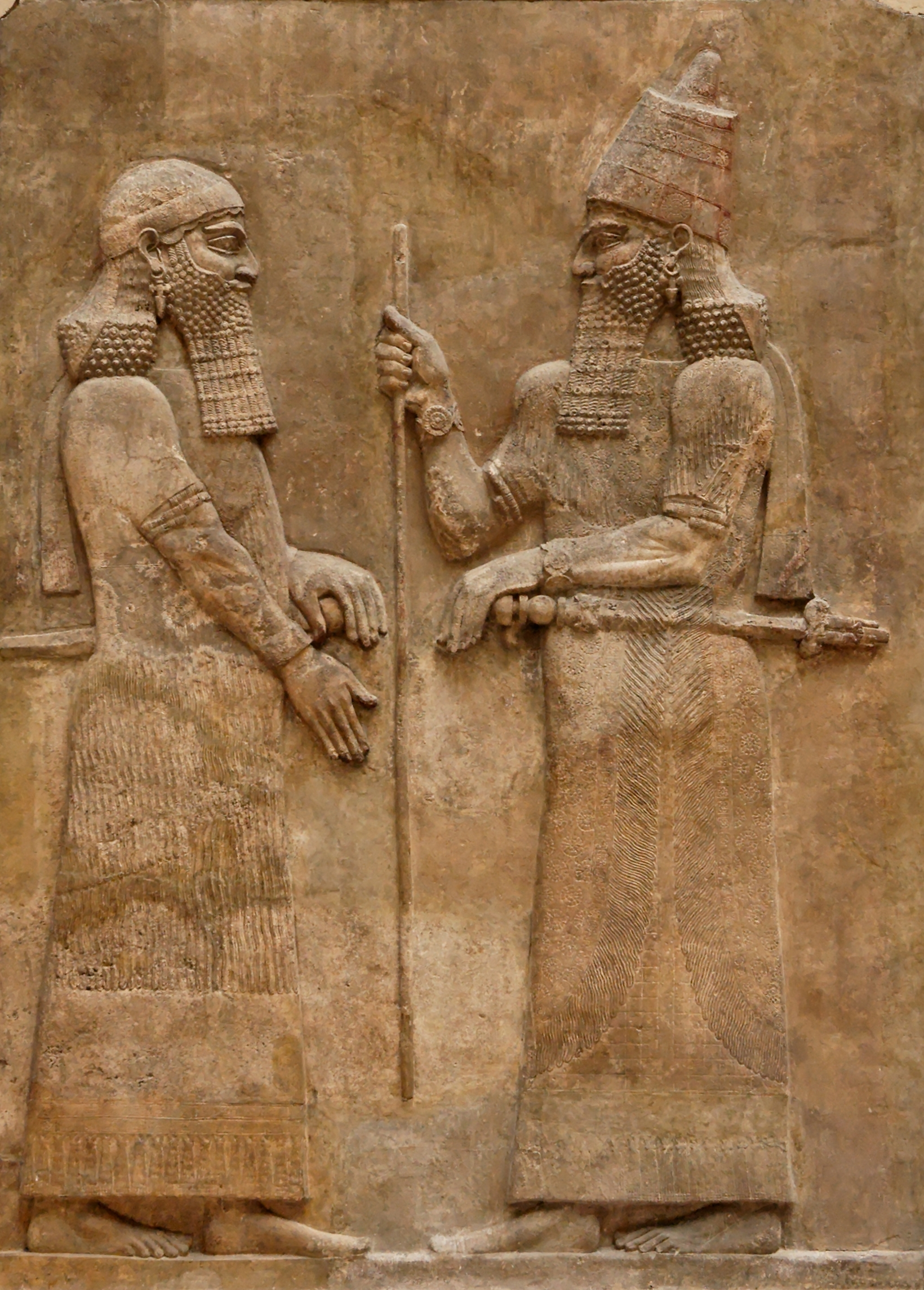
II. Sarrukín (jobbra) és egy előkelő
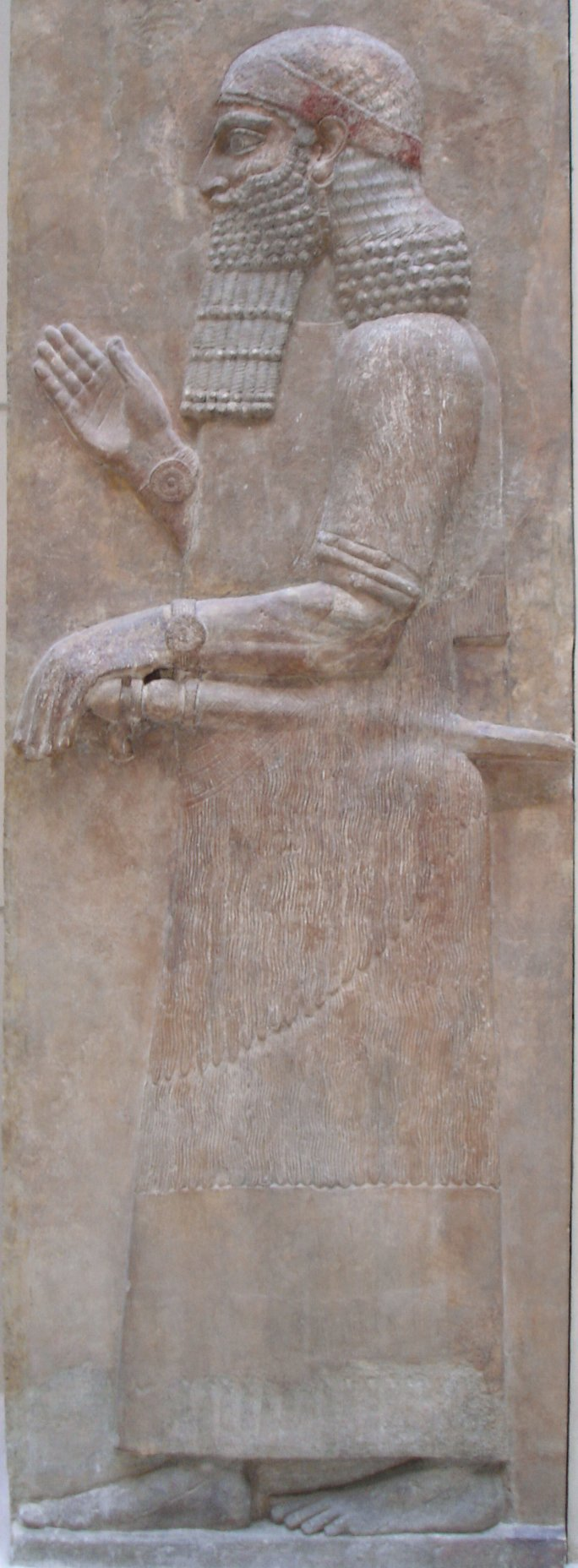
Egy udvari előkelő
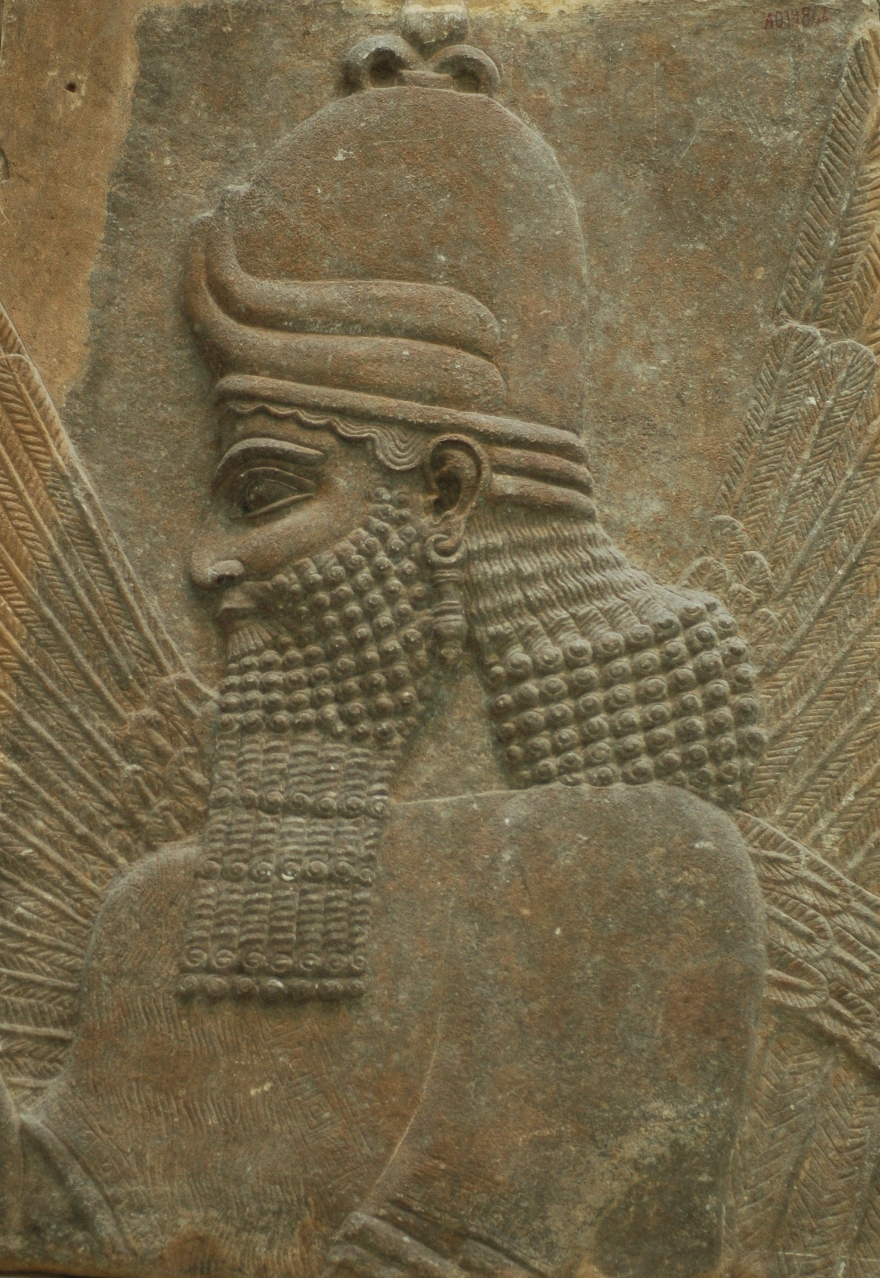
Géniusz, töredék
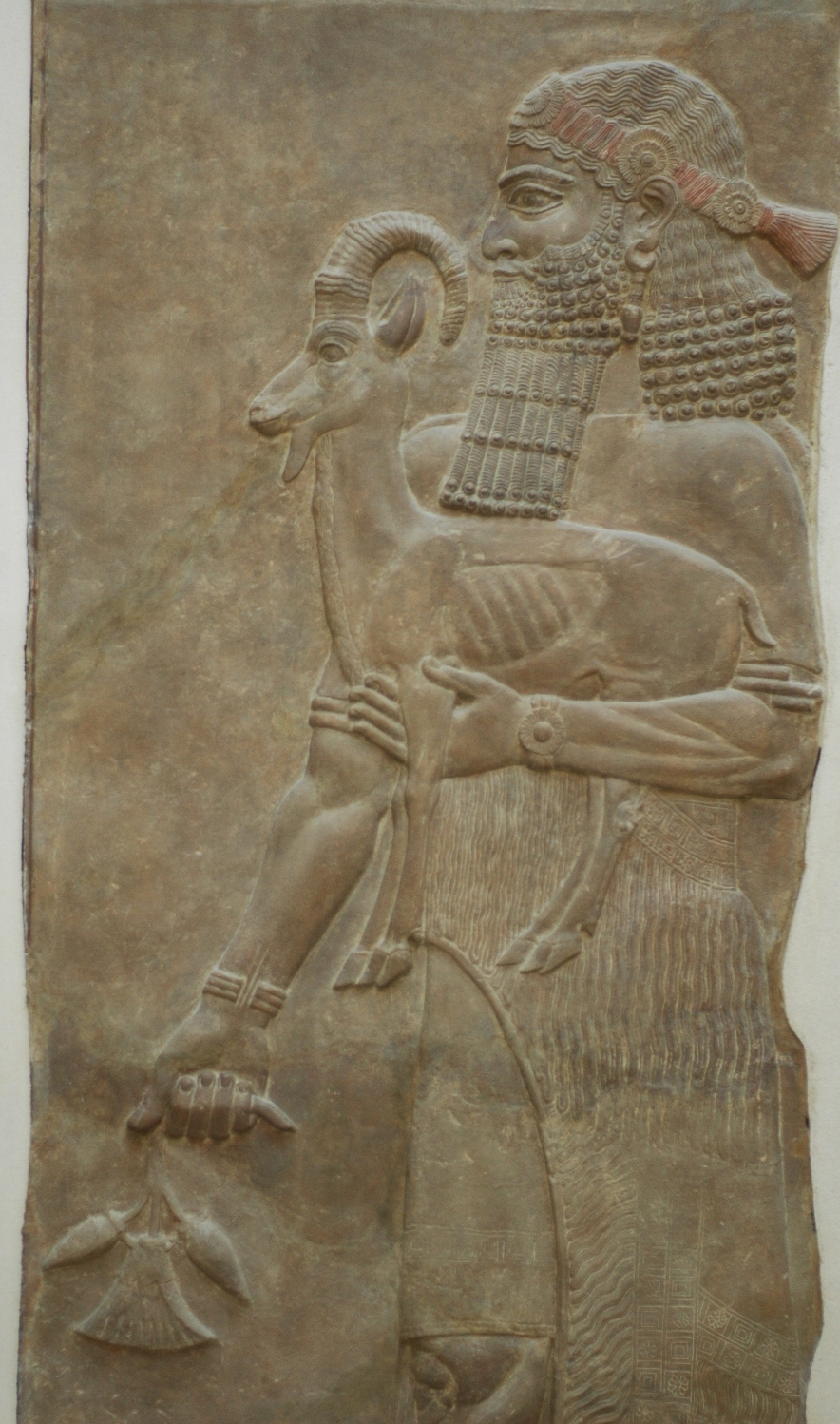
Kecskét és mákot tartó férfi
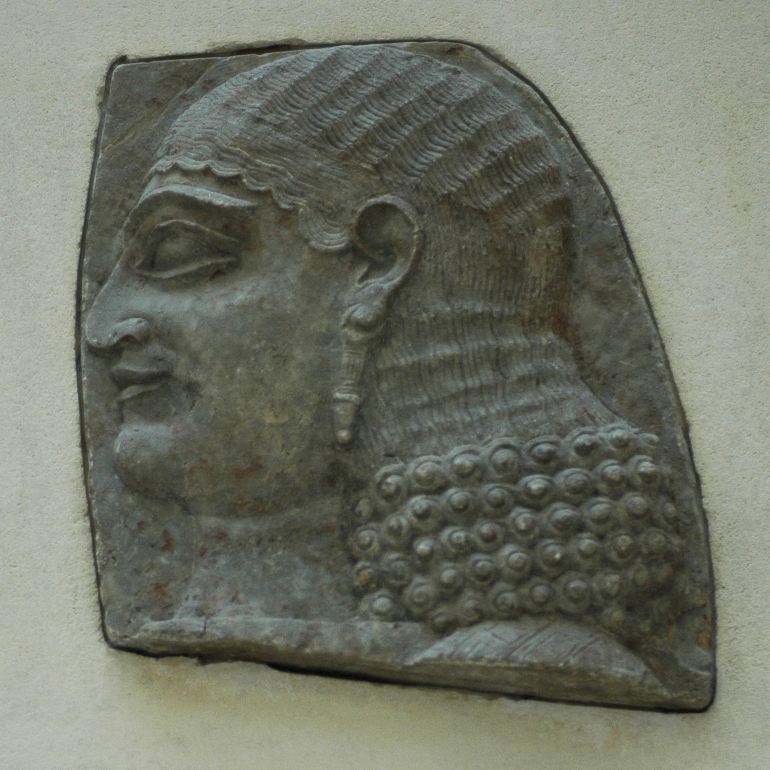
Szolgáló
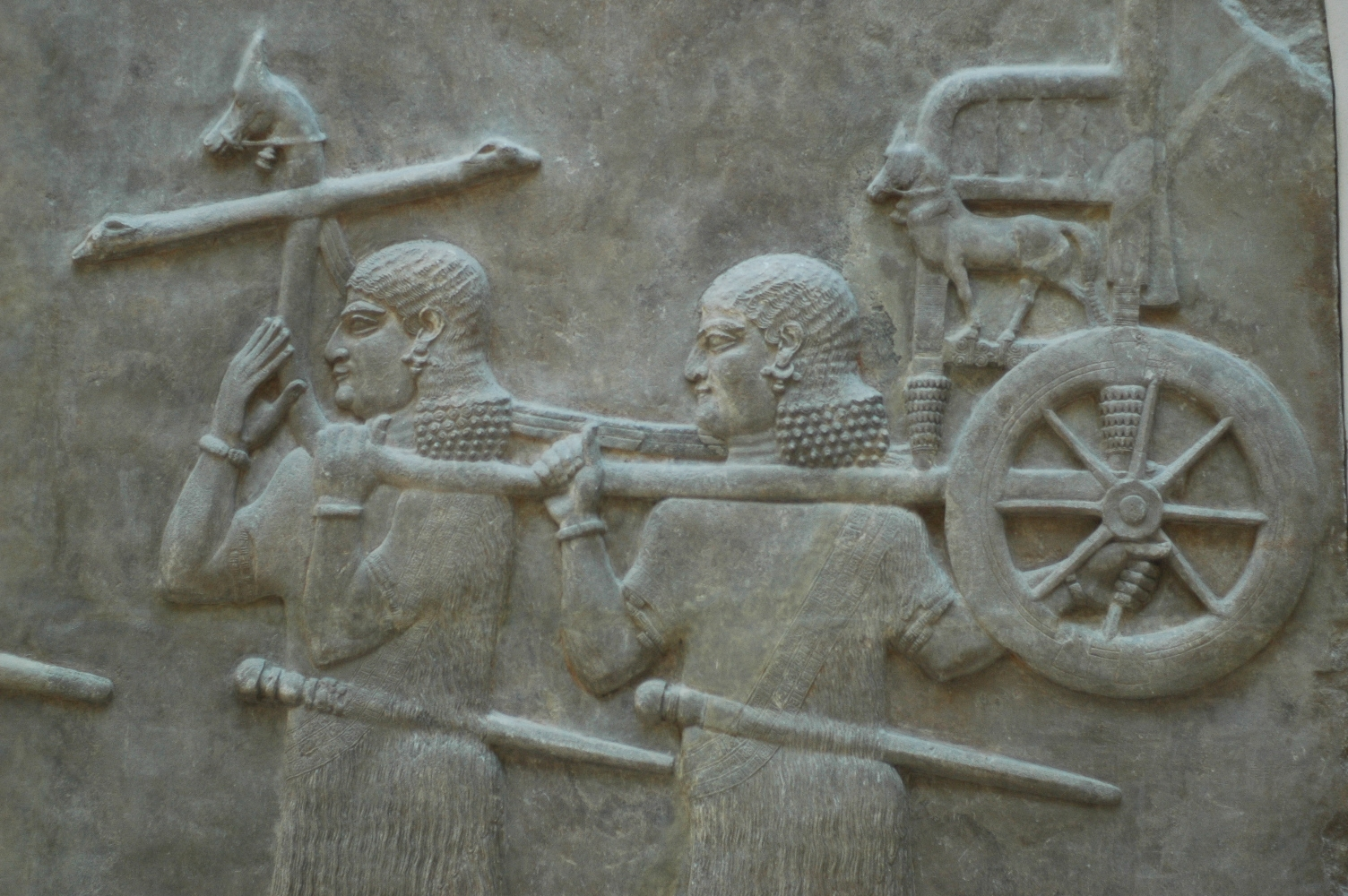
A király kerekes trónját hordó szolgák
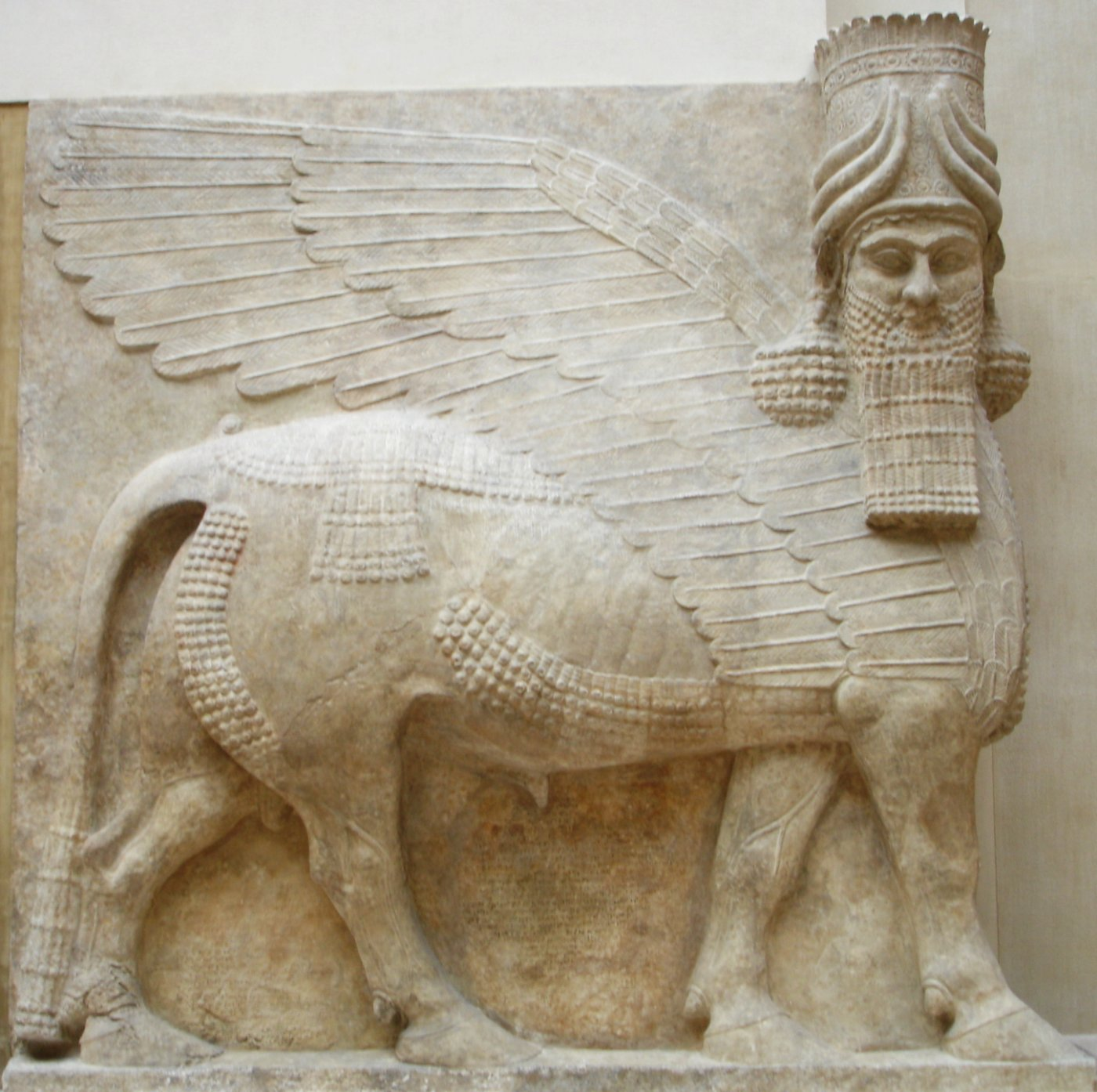
Szárnyas bika
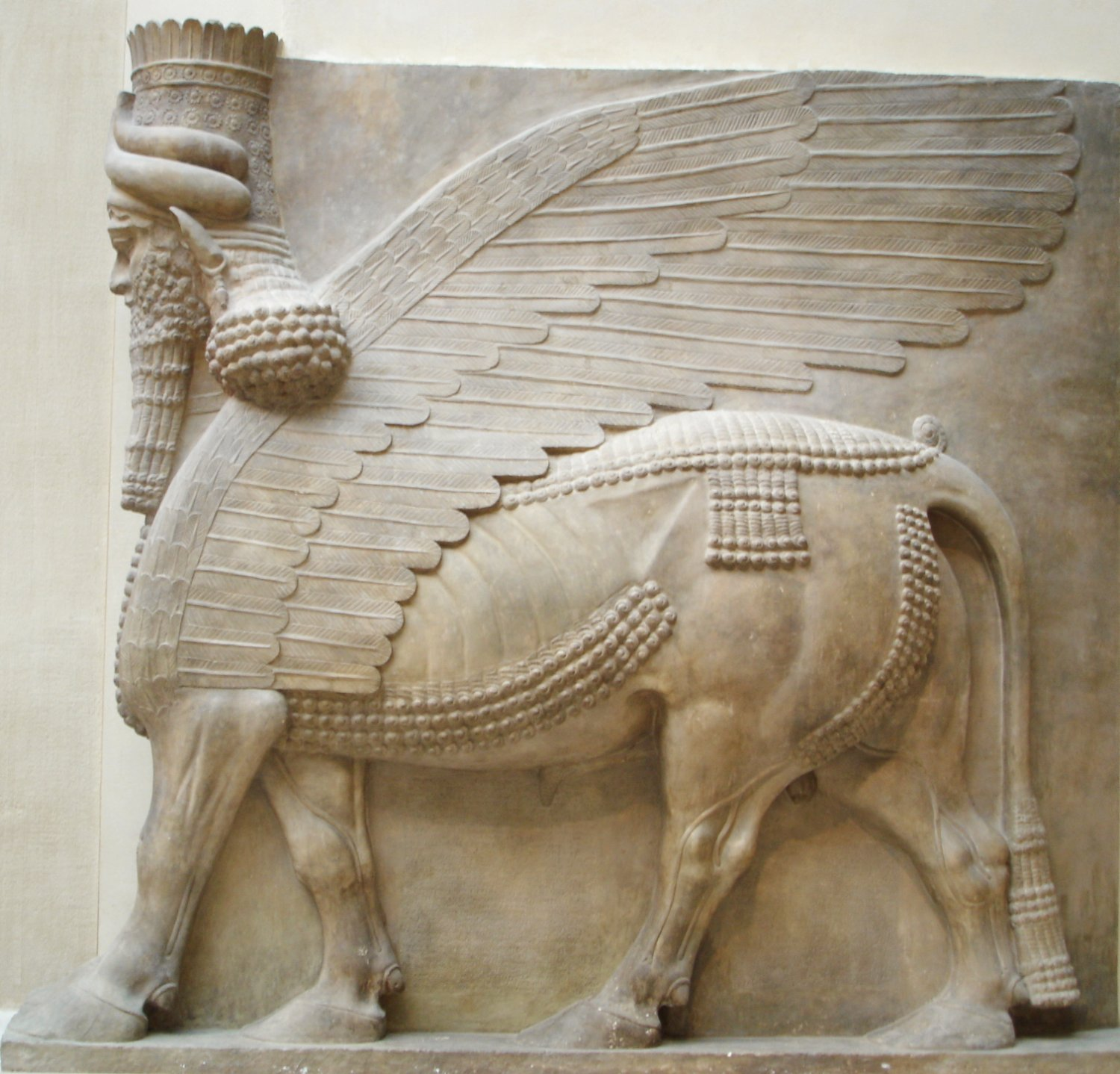
Szárnyas bika
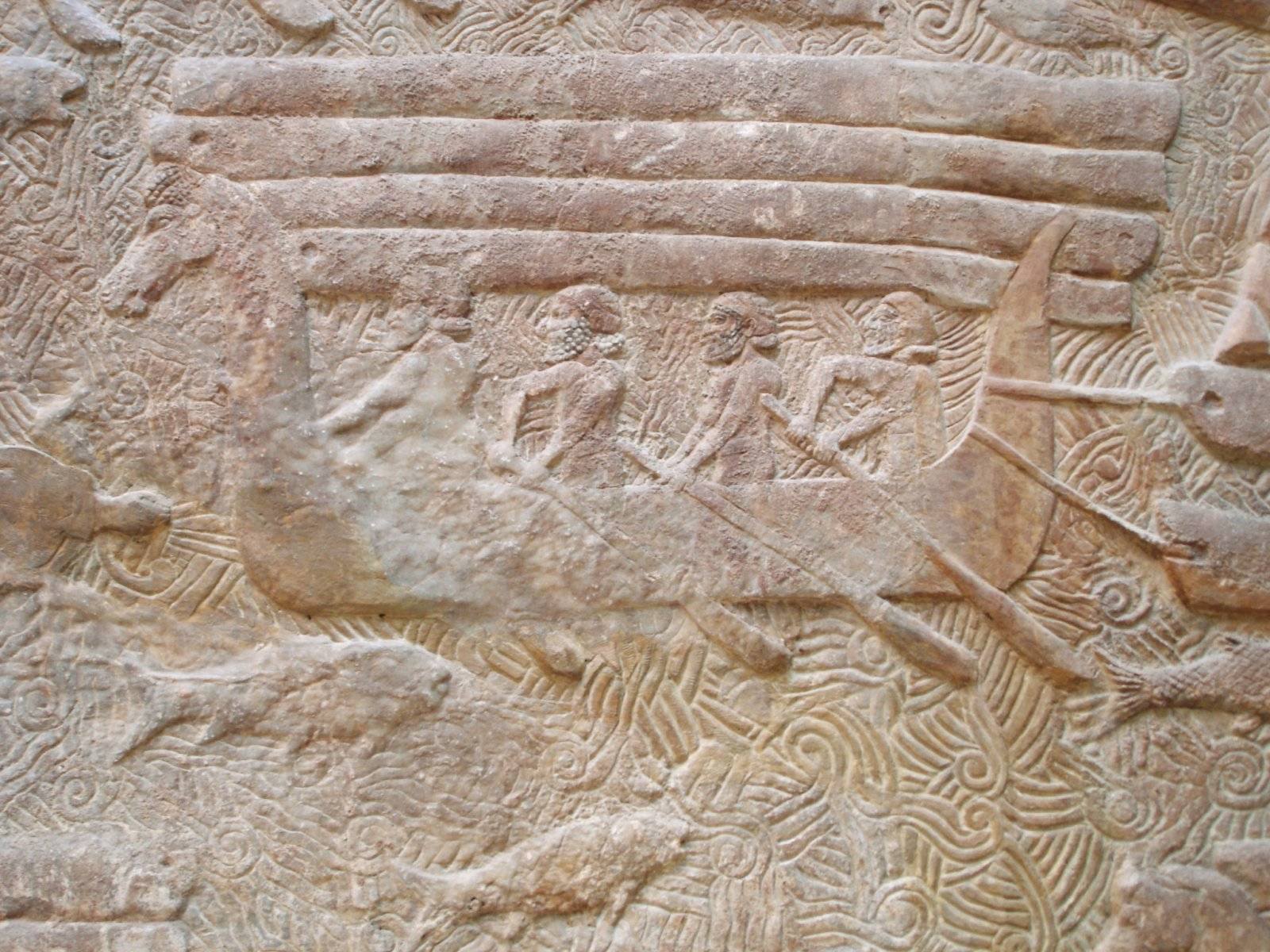
Cédrusszállítók